# Очеретине (станція)
Очере́тине — вузлова вантажна залізнична станція 3-го класу Лиманської дирекції Донецької залізниці на перетині ліній Покровськ — Ясинувата-Пасажирська та Очеретине — Горлівка. Розташована в однойменному селищі Покровського району Донецької області. Відстань до станції Желанна — 16 км, Авдіївки — 14 км, Новобахмутівки —  21 км.

## Історія
Назва станції походить від балки Очеретиної, що розташована неподалік. Станція відкрита у 1880 році, одночасно з відкриттям руху поїздів залізничною лінією Синельникове — Ясинувата Катерининської залізниці. У 1880-х роках XIX століття через станцію курсувала одна пара пасажирських (поштових) поїздів на добу, у 1890-х роках — вже 2-3 на добу, а у 1916—1917 роках — до 6 поїздів на добу. Втім, великих поселень, на кшталт околиць станції Желанна, в околицях станції Очеретине до Жовтневого перевороту не було; найбільшим було село Архангельське, що знаходилося за 3 версти на північний схід.
Станція Очеретине відома насамперед як пункт примикання залізниці на Трудову (Горлівку), яка була введена в експлуатацію у 1902 році. Двоколійну лінію від Попасної до Очеретине будувало акціонерне товариство Південно-Східних залізниць з метою вантажного обходу перевантаженого Дебальцевського залізничного вузла. У 1901 році завершилася оренда Дебальцівського вузлу і відповідних колій вказаним товариством, а лінія перейшла до складу Катерининської залізниці. Відомча комісія, яка приймала готову гілку, визнала її як «зразок погано поміщеного капіталу» і закрила її для прямих вантажних сполучень. З гілки були зняті другі колії. До 1909 року вантажі цією залізницею рухались лише у місцевому сполученні; дані про пасажирське сполучення гілкою у 1902—1908 роках відсутні. До 1917 року на ділянці Очеретине — Горлівка курсувала одна пара пасажирських поїздів. Другу колію на залізниці Очеретине — Горлівка (Трудова) до Першої світової війни так і не було відновлено.
Станом на 1901 рік за 4 версти від станції Очеретине знаходився кам'яновугільний рудник Ривкінда й Бішлера, що перебував на етапі будівництва. Геологічна розвідка встановила, що в районі Очеретиного знаходиться 7 робочих пластів вугілля потужністю 0,7…1,2 м. Передбачалося пройти 4 шахти, одну з яких — облаштовано паровим підйомом. 
Після відкриття Горлівської гілки для прямого вантажного сполучення вантажообіг станції Очеретине збільшився, в тому числі й за рахунок самої сполучної гілки, для якої станція стала розпорядчою. Станом на 1909 рік станція відправила майже 1,2 млн пудів різних вантажів, з них з Горлівської гілки — лише 83 тис. пудів. Прибуття вантажів на Очеретине склало 93 тис. пудів. У 1911 році відправлення по станції Очеретине досягло майже 1,5 млн пудів (з них 416 тис. пудів — з гілки), прибуття — 205 тис. пудів. У 1913 році — відповідно, більше 1,5 млн. пудів (з них 582 тис. пудів — з гілки) і 154 тис. пудів (з них 2 тис. пудів — на гілку).
У 1902 році станція Очеретине відправила лише 241 тис. пудів різних вантажів: ячмінь (145 тис. пудів), пшениця (94 тис. пудів), вугілля (2 тис. пудів). Прибуття вантажів складало 68 тис. пудів: вугілля (33 тис. пудів), лісові будматеріали (18 тис. пудів), сіль (8 тис. пудів), пшениця (4 тис. пудів), жито (2 тис. пудів), ячмінь (2 тис. пудів), дрова (1 тис. пудів). Вугілля, яке відправлялося, було «власного навантаження» по станції Очеретине. Вугілля, що у 1902 році було прийнято станцією Очеретине, цілком пішло на Горлівську гілку.
За даними путівника «По Катерининській залізниці» на лісову пристань, яку обладнали по станції для прийому ліса, а також декілька приватних будинків, які займали перекупники хліба. Крім того, станція відправляла пісок і вогнетривку глину, — їх видобували неподалік від Архангельського. Обсяги відправлення складали, відповідно, 500 і 900 вагонів щорічно. Неподалік від станції, у Василівській економії діяли кар'єр будівельного каміння і цегельно-черепичний завод. 
Станом на 1917 рік колійний розвиток станції Очеретине складав 26 колій, з яких 2 головні і 7 тупикових. Північніше пасажирської будівлі, де зараз територія селища, розміщувався Трудівський парк із досить потужним колійним розвитком, — для прийому й відправлення вантажів Горлівської гілки. Серед споруд: пасажирська будівля, 3 пасажирські платформи (одна з них — для потягу Горлівської гілки, розміщувалась по діагоналі відносно пасажирської будівлі), крита й відкрита товарні платформи, пакгауз, водонапірна будівля, склад сипких вантажів, і звісно — орендні ділянки під склади вантажів. Штат працівників станції Очеретине складав 30 чоловік, з них: 1 навальник станції, 3 помічника начальника, 4 охоронці, 1 касир, 1 вагар, 9 сигналістів, 8 стрілочників, 2 конторщики.
Сполучну гілку Очеретине — Горлівка (Трудова) після громадянської війни Наркомат шляхів сполучення СРСР визнав її подальшу експлуатацію недоцільною, а після 1925 року — гілку було демонтовано. На початку 1930-х років визначено, що відновлення гілки Очеретине — Горлівка доцільне лише за умови її одночасної електрифікації. У випадку відновлення гілки без електрифікації, передбачалося побудувати її від Горлівки або Микитівки до станції Гришине. Напередодні Другої світової війни, залізницю почали будувати заново, і до осені 1941 року було зведено дільницю Горлівка — Батманка. У 1966 році остаточно вказану гілку було відновлено як двоколійну, й одночасно електрифіковано постійним струмом. 

### Російсько-українська війна
Через війну на сході України з 2014 року був припинений наскрізний рух цією дільницею.
23 березня 2022 року, внаслідок обстрілу російськими окупантами, будівля вокзалу та залізнична інфраструктура зазнала суттєвих руйнувань. Від тоді станція тимчасово припинила роботу.

Вокзал станції Очеретине
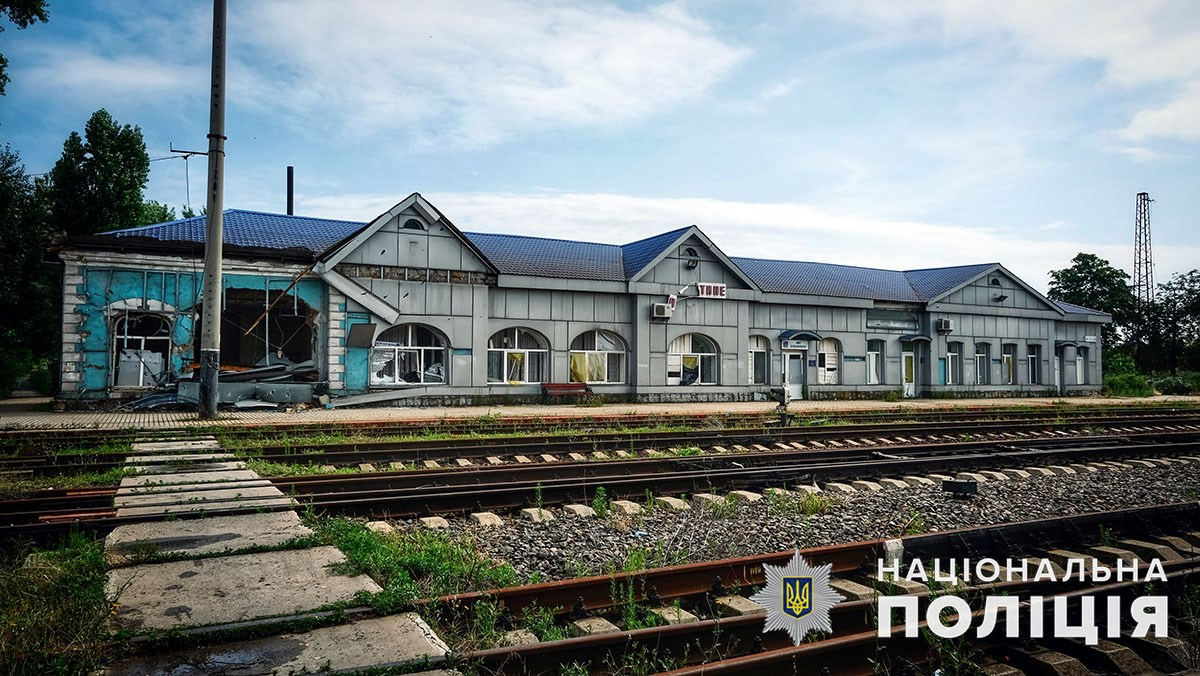
Липень 2023
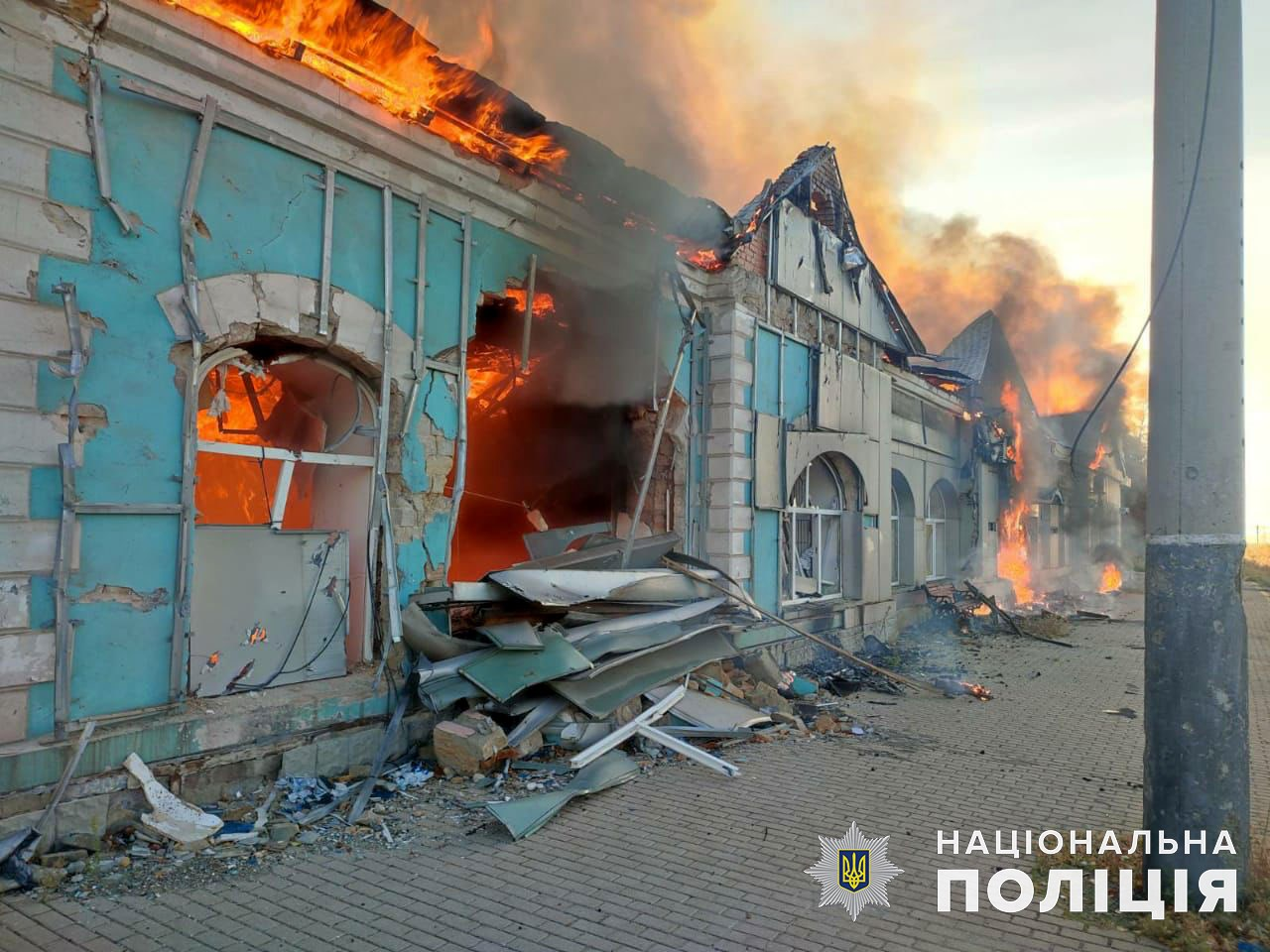
10 жовтня 2023

10 жовтня 2023 року вокзал станції Очеретине був вдруге обстріляний російськими військами та опинився практично знищеним.

## Пасажирське сполучення
До російського вторгнення в Україну (з 2022) на станції зупинялися приміські поїзди сполученням Чаплине — Авдіївка та Авдіївка — Покровськ, регіональний електропоїзд № 826/825 сполученням Дніпро — Авдіївка.
З 14 грудня 2020 року і до російського вторгнення 2022 року на станції зупинявся нічний швидкий поїзд «Маяк» № 112/111-136/135 сполученням Київ — Авдіївка.